# Bryophaenocladius auritus
Bryophaenocladius auritus är en tvåvingeart som beskrevs av Makarchenko 2006. Bryophaenocladius auritus ingår i släktet Bryophaenocladius och familjen fjädermyggor. Inga underarter finns listade i Catalogue of Life.